# Sklápěč

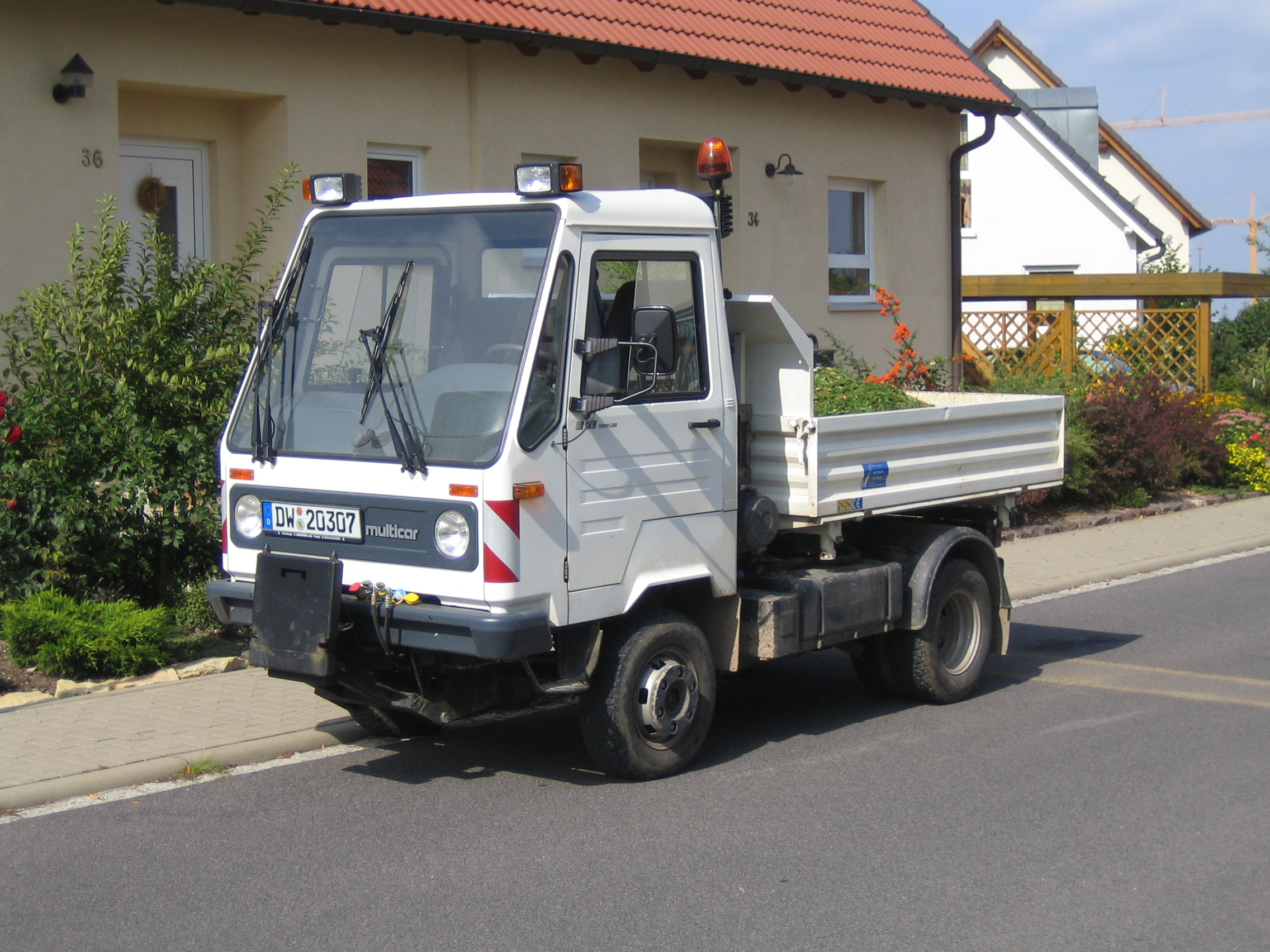
Malý sklápěč Multicar

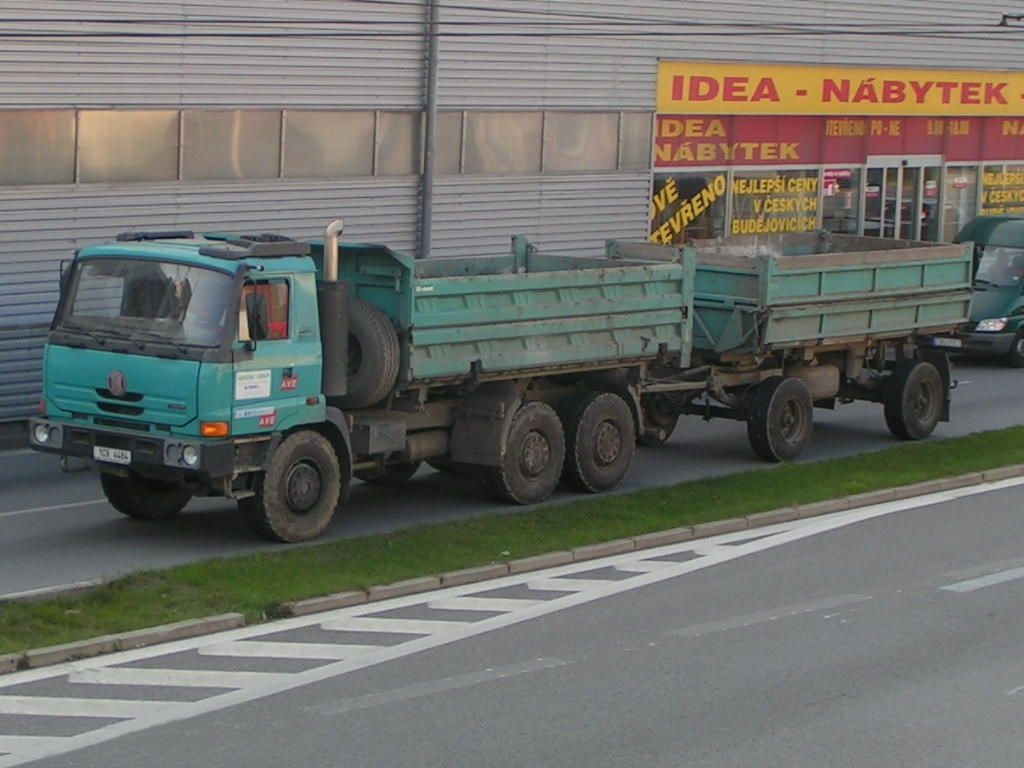
Stavební sklápěč Tatra s vlekem

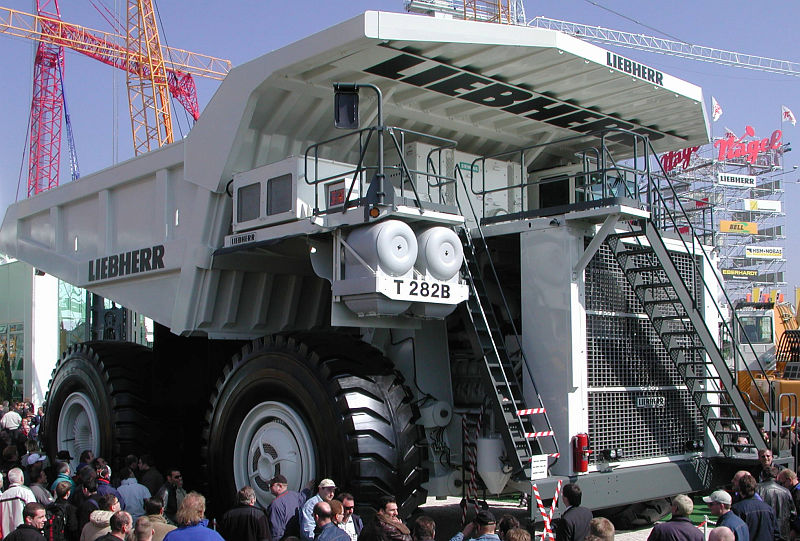
Sklápěč pro povrchové doly (pevný dampr Liebherr T 282B)

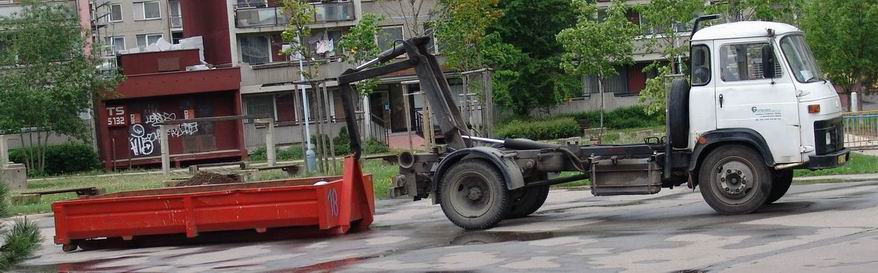
Hákový nosič kontejnerů i s kontejnerem

Sklápěč (sklopka) je zvláštní forma nástavby nákladního automobilu. Základní tvar je podobný valníkové nástavbě. Je to vana s rovným dnem a sklopnými bočnicemi. Zásadní rozdíl proti valníku je v možnosti celou nástavbu i s naloženým materiálem sklopit a materiál vysypat mimo automobil. Díky tomu je sklápěč předurčen k dopravě sypkého materiálu jako je písek nebo zemina.

## Konstrukce a využití
Sklopná nástavba je spojena s podvozkem automobilu sklopným mechanismem. Díky tomuto mechanismu je možné celou sklopnou nástavbu i s naloženým materiálem sklopit a materiál vysypat. Bočnice korby, která je vpředu ve směru jízdy je vždy pevná a většinou přechází do ochranné konstrukce protažené až nad kabinu řidiče. Běžná provedení sklápěčů jsou:
- Jednostranný sklápěč – dnes výhradně sklopný směrem dozadu. Levá a pravá bočnice jsou pevné, nesklopné. Sklopná je pouze zadní bočnice, případně zadní bočnice úplně chybí a jediným opatřením proti vysypání nákladu je sklon dna korby. Dno je v zadní části zdvižené. Tento způsob vyklápění se užívá jak u samostatných vozidel (nazývaných také dampr, z anglického dumper), tak u sklápěcích návěsů.
- Dvoustranný sklápěč – korbu je možné sklápět pouze do boků, zadní bočnice je pevná. Používá se u vozidel, která jsou spojena do soupravy se stejně vybaveným přívěsem. Vysypání materiálu je možné bez rozpojení soupravy.
- Třístranný sklápěč – korbu je možné sklápět jak dozadu, tak do boků. To umožňuje použít vozidlo jak pro samostatný provoz, tak v soupravě s přívěsem. Typická pro tuto konstrukci je stejná výška všech bočnic. Zdvihací mechanismus musí být umístěn ve středu korby. Toto provedení je nejuniverzálnější.

Sklápěče jsou využívány především ve stavebnictví a při údržbě silnic. V zemědělství se využívají provedení se zvýšenými bočnicemi a úplně uzavřenou nebo plachtou uzavíratelnou ložnou plochou pro ochranu zemědělských produktů před povětrnostními vlivy. Jako sklápěče se využívají vozidla s nosností od několika set kilogramů (Multicar) až po speciály s nosností desítek tun. Největší sklápěče určené pro provoz v povrchových dolech – tzv. pevné dampry, dosahují nosnosti stovek tun a nelze je provozovat na veřejných komunikacích. Menší nosnost a specializovanější roli mají tzv. kloubové dampry.

## Příbuzná vozidla
- Zemědělské přívěsy tažené traktorem. Jsou určeny pro přepravu sklízených plodin, jako je obilí, cukrová řepa, brambory.
- Vanové kontejnery pro hákové nosiče kontejnerů. Kontejner je shora otevřená vana s otevíratelnou zadní bočnicí. Zadní bočnice je úplně vyjímatelná nebo se otevírá do boků jako dvířka. Materiál do běžného sklápěče se nakládá nejčastěji specializovaným stavebním strojem (bagr, lopatový nakladač) nebo z násypky umístěné nad průjezdným profilem vozidla. Vanové kontejnery jsou přizpůsobeny pro ruční nakládání nebo navážení materiálu ručními vozíky, případně kolečkem. To je možné díky tomu, že kontejner lze složit na povrch silnice, dvora, parkoviště. U běžně užívaných kontejnerů je potom podlaha do 20 cm nad okolním povrchem. Naplněný kontejner vytáhne hákový mechanismus na vozidlo a stejný hákový mechanismu ho po otevření zadní bočnice nakloní a vysype náklad.

## Historický vývoj
U úplně nejstarších sklápěčů se korba sklápěla převodovým mechanismem poháněným ručně klikou. Teprve později se prosadily pneumatické a nakonec hydraulické válce, které jsou dnes standardem. U jednostranných sklápěčů je sklopný mechanismus často instalován mezi kabinou řidiče a korbou. U třístranných je uprostřed ložné plochy. Podlaha i bočnice se původně zhotovovaly jako kovové rámy vyplněné dřevem, případně se vnitřní povrch oplechoval. Zhruba od 60. let 20. století se prosadily ocelové svařované korby. Dnes jsou běžné i korby z lehkých kovů (hliníku).